# Область Томбо
Область Томбо або «Плутонове серце» (англ. Tombaugh Regio) — обширна місцина й найсвітліша пляма на поверхні Плутона. Розташована трохи на північ від екватора, на північний схід від плями Ктулху й на північний захід від плями Круна. Осередній терен завширшки 1000 км, укритий замерзлими шарами азоту та іншого льоду, є рівниною Супутника. Схід області, як уважають, теж укрито замерзлим азотом, що переноситься атмосферою карликової планети з рівнини Супутника. Цей край 8 серпня 2017 року названо МАСом на честь Клайда Томбо — першовідкривача Плутона. Друга назва, розбите «Плутонове серце», стала поширеною завдяки ЗМІ й виданням НАСА.

## Опис

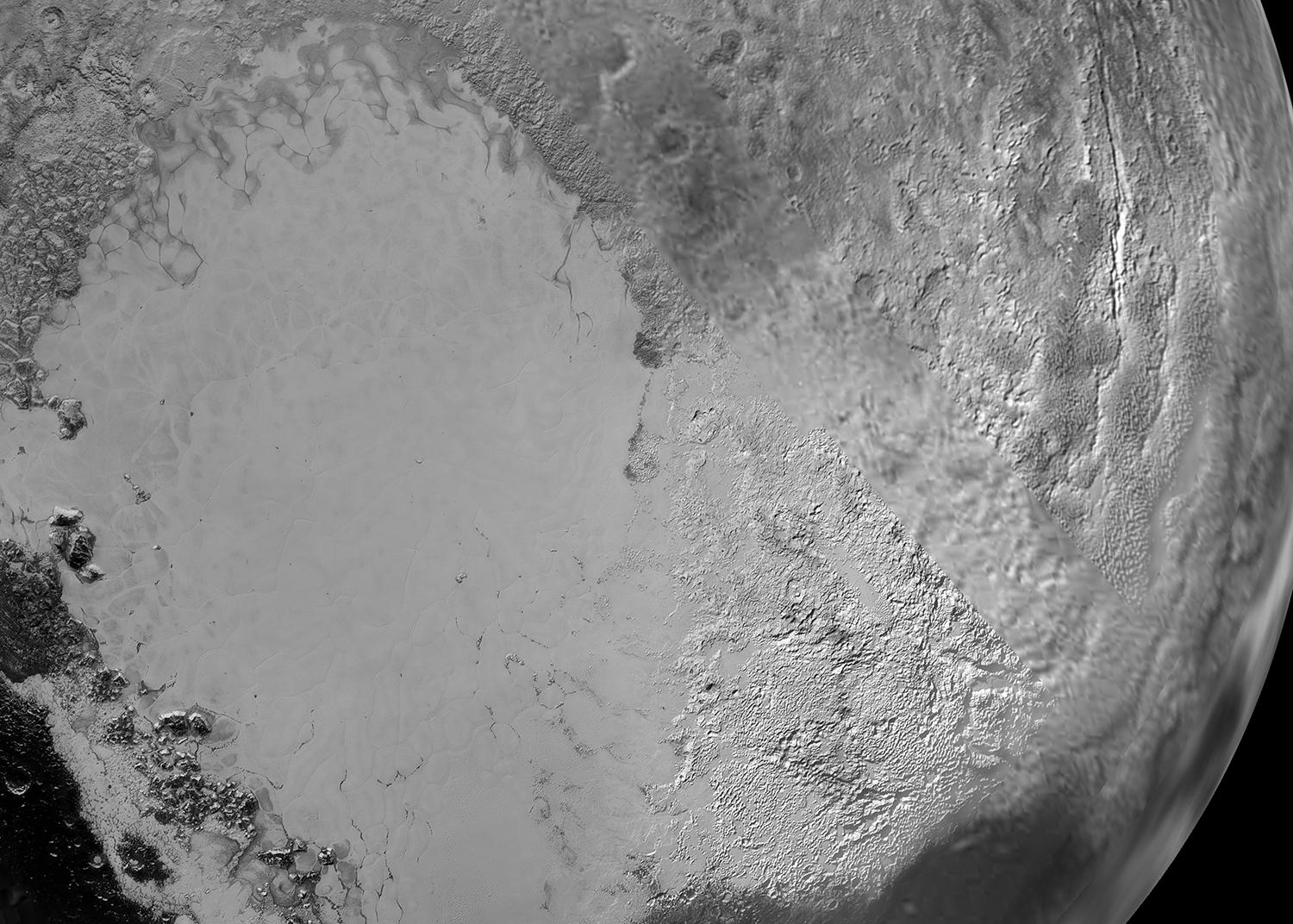
Вичерпний вид на область Томбо, що являє собою «серце». Правобіч — рівнина Супутника, і, як видно, обидві половинки відрізняються за кольором і рельєфом.

### Поверхня
Область Томбо — це велика світла пляма приблизно 1590 км упоперек. Дві зони даної місцини геологічно відрізняються: західна зона, вона ж рівнина Супутника, гладша, ніж східна, і до того ж їхня поверхня дещо різниться за кольором. Первинне припущення їхньої різниці полягало в тім, що західна ділянка могла бути метеоритним кратером, наповненим твердим азотом. Спочатку яскраві плями в регіоні вважали гірськими вершинами. На світлинах, знятих 15 липня 2015 року, виявили гори з водяного льоду заввишки 3,4 км, водночас не було виявлено кратерів. Подальші дані свідчать про те, що, по-перше, осереддя рівнини Супутника багате на азот, монооксид вуглецю й метанову кригу, а по-друге, що розташовані біля краю області об'єкти містять докази щодо наявності в минулості потоків льоду. Поверхню рівнини ділено на многокутні конвективні осередки, а її вік становить менше 10 мільйонів років, що свідчить про геологічну активність Плутона.

### Назва
Область Томбо вперше було виявлено в первиннім зображенні Плутона, яке надіслав зонд New Horizons, відновившись після тимчасового припинення роботи через аномалію. НАСА спочатку назвало його «серцем» у зв'язку з його формою. 15 липня 2015 року команда New Horizons регіон тимчасово назвала «Томбо», а вже за два роки 7 вересня назву офіційно затвердив МАС разом із іншими 13-ма поверхневими об'єктами. Дехто навіть уважає, що цей край нагадує собаку Плуто — персонажа з Діснея, який має таке саме ім'я, що й карликова планета (англ. Pluto). Walt Disney підтвердила цей збіг у короткометрівці.

## Галерея

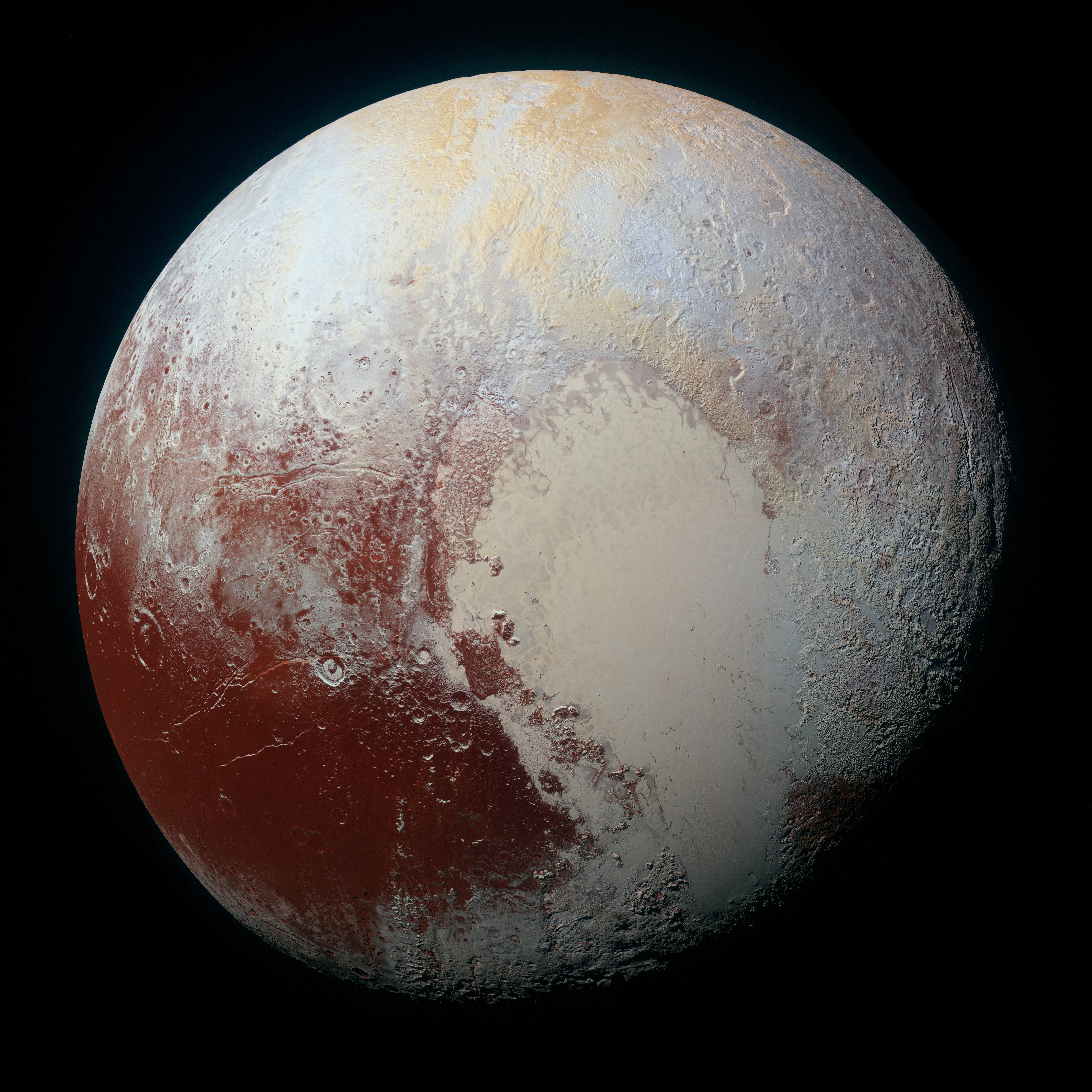
Плутон. Правобіч розташована область Томбо, також добре видно ліву половинку його «серця» (бежевого кольору).
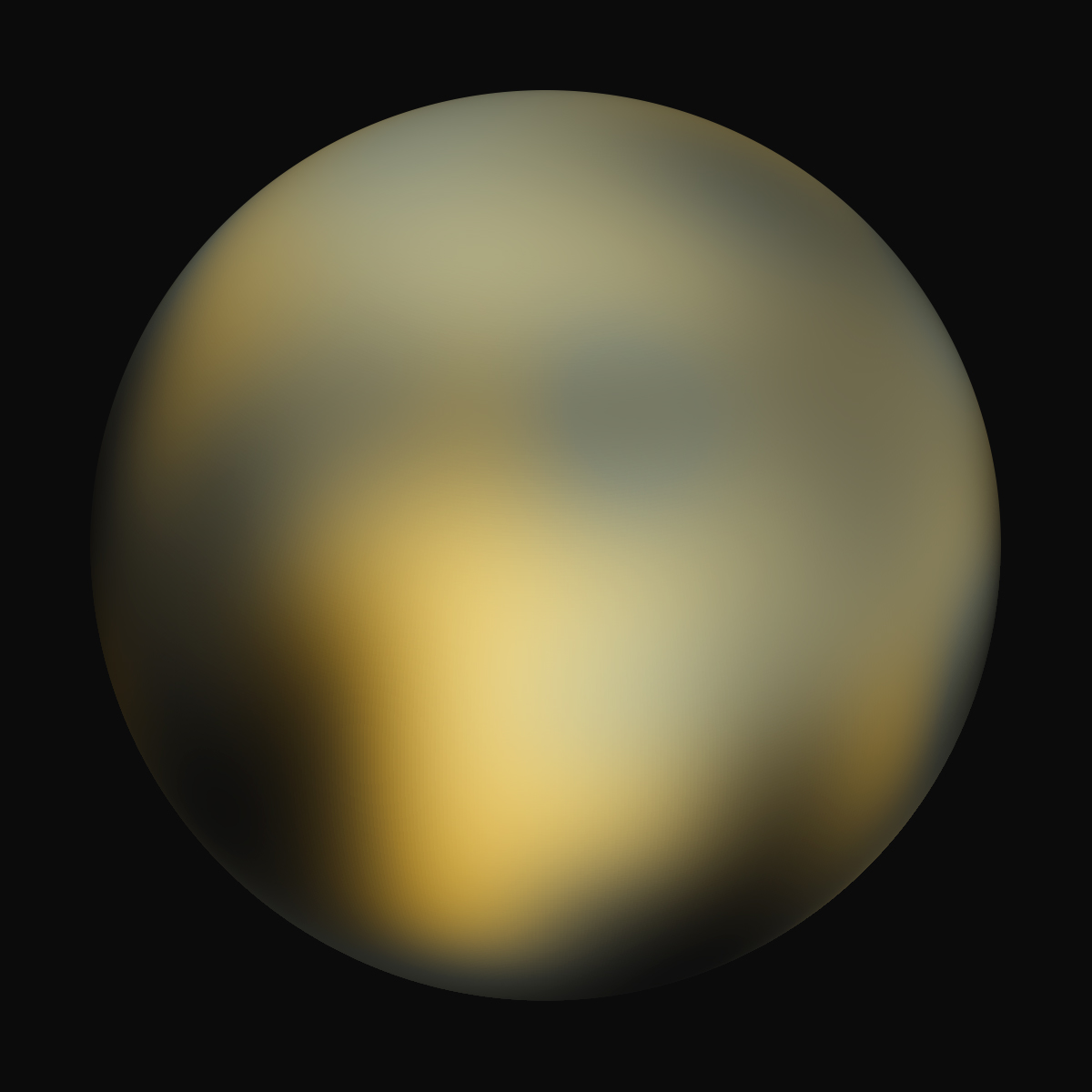
Знімок Плутона 2010 року. Область Томбо помітно виділяється (жовтувато-помаранчева пляма посередині).
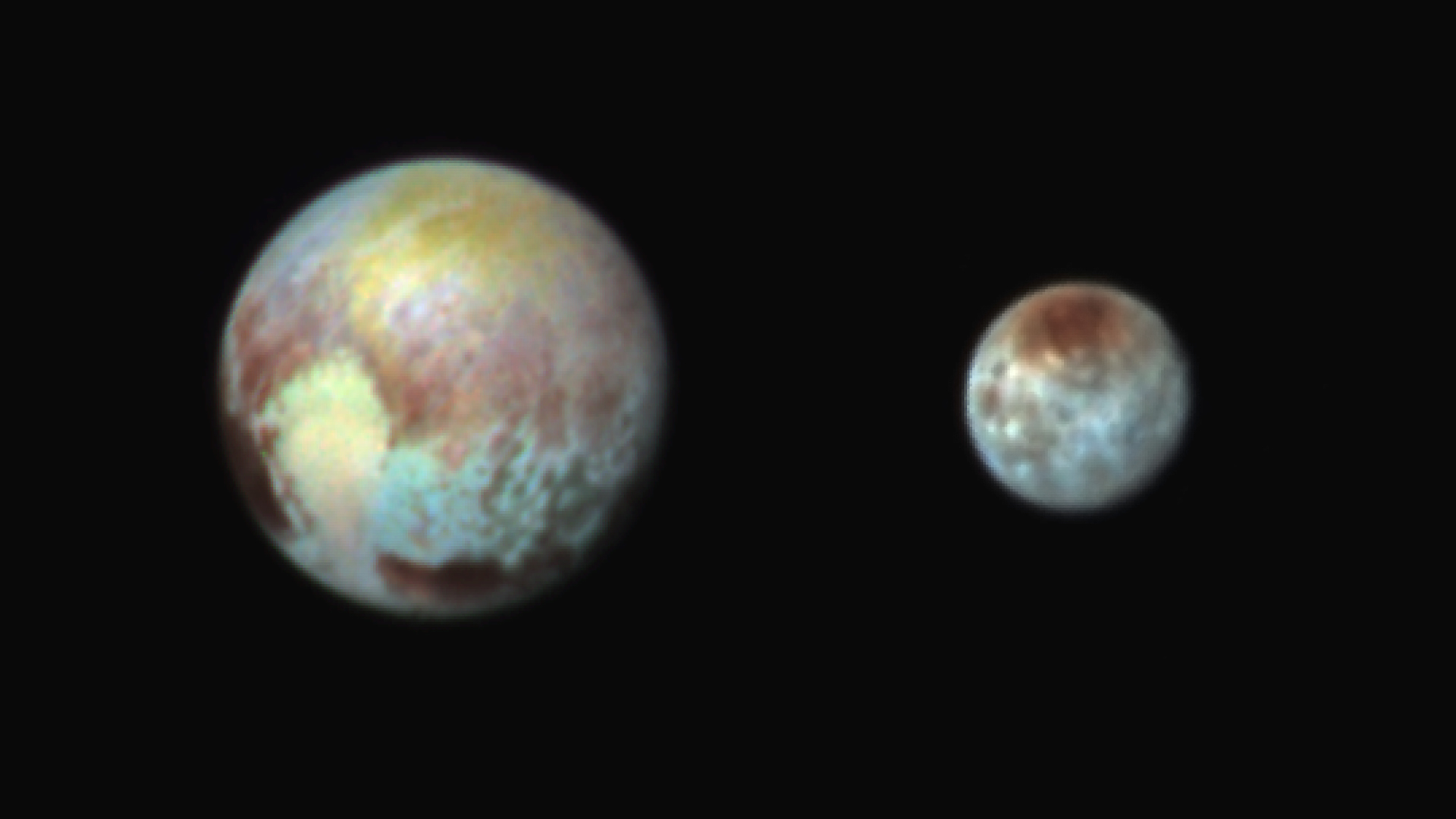
Зіставлення Плутона й Харона. Права половинка «серця» бежевого кольору, а ліва – бірюзового.
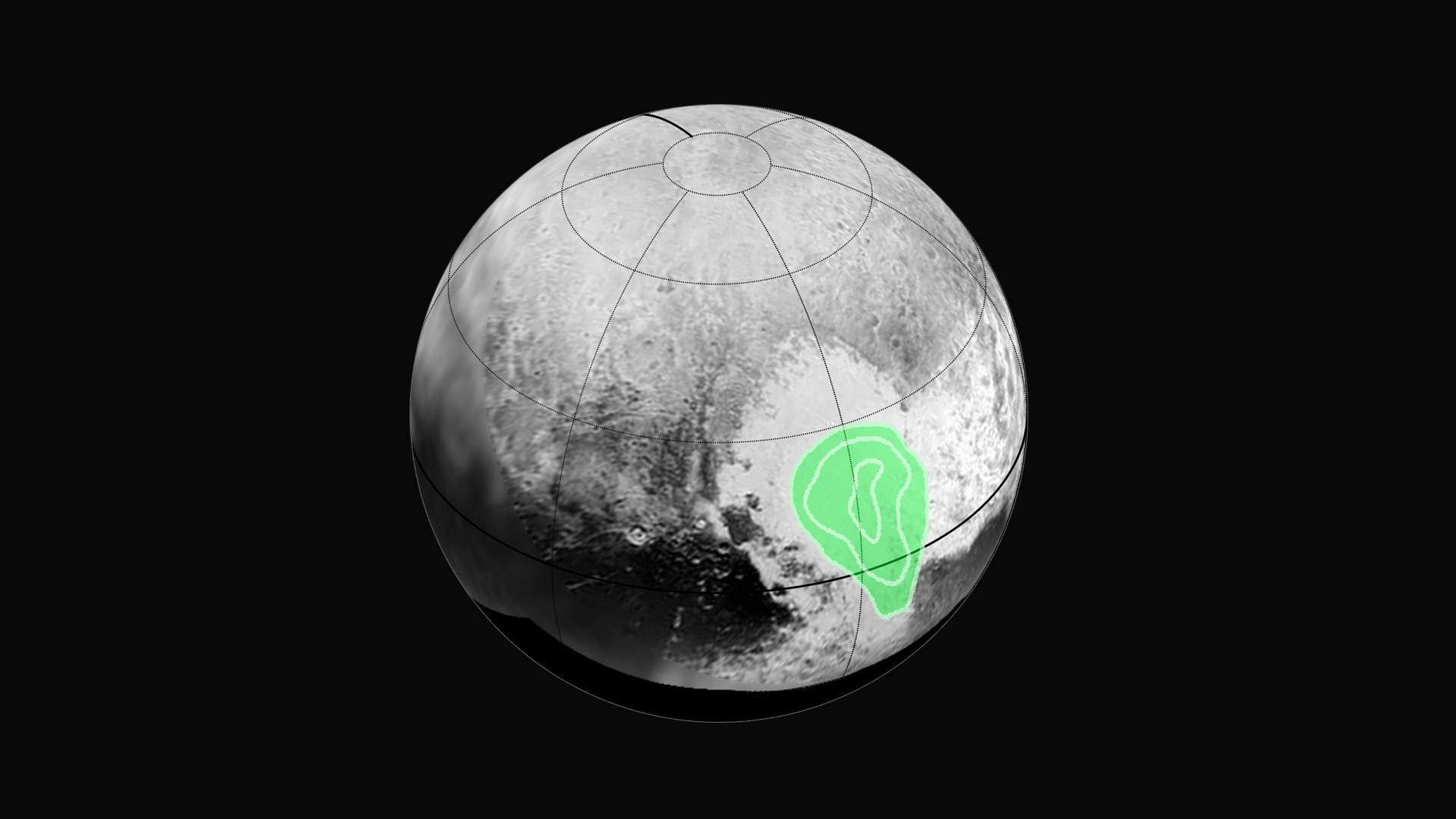
Положення монооксиду вуглецю (зелений колір) на рівнині Супутника.
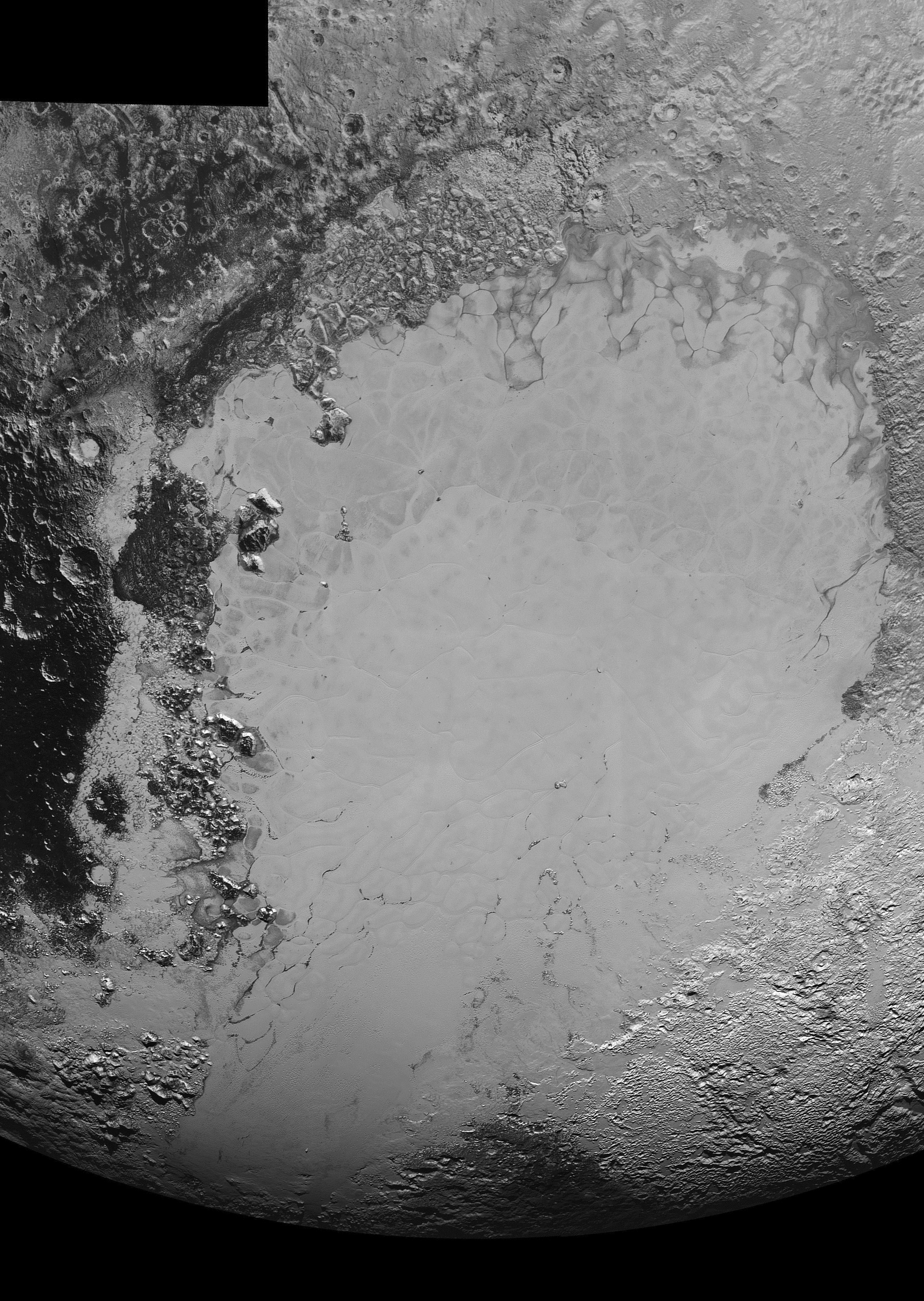
Ліва половинка «серця». Лівобіч видно гори Норгей і Гілларі, а також темну пляму Ктулху.
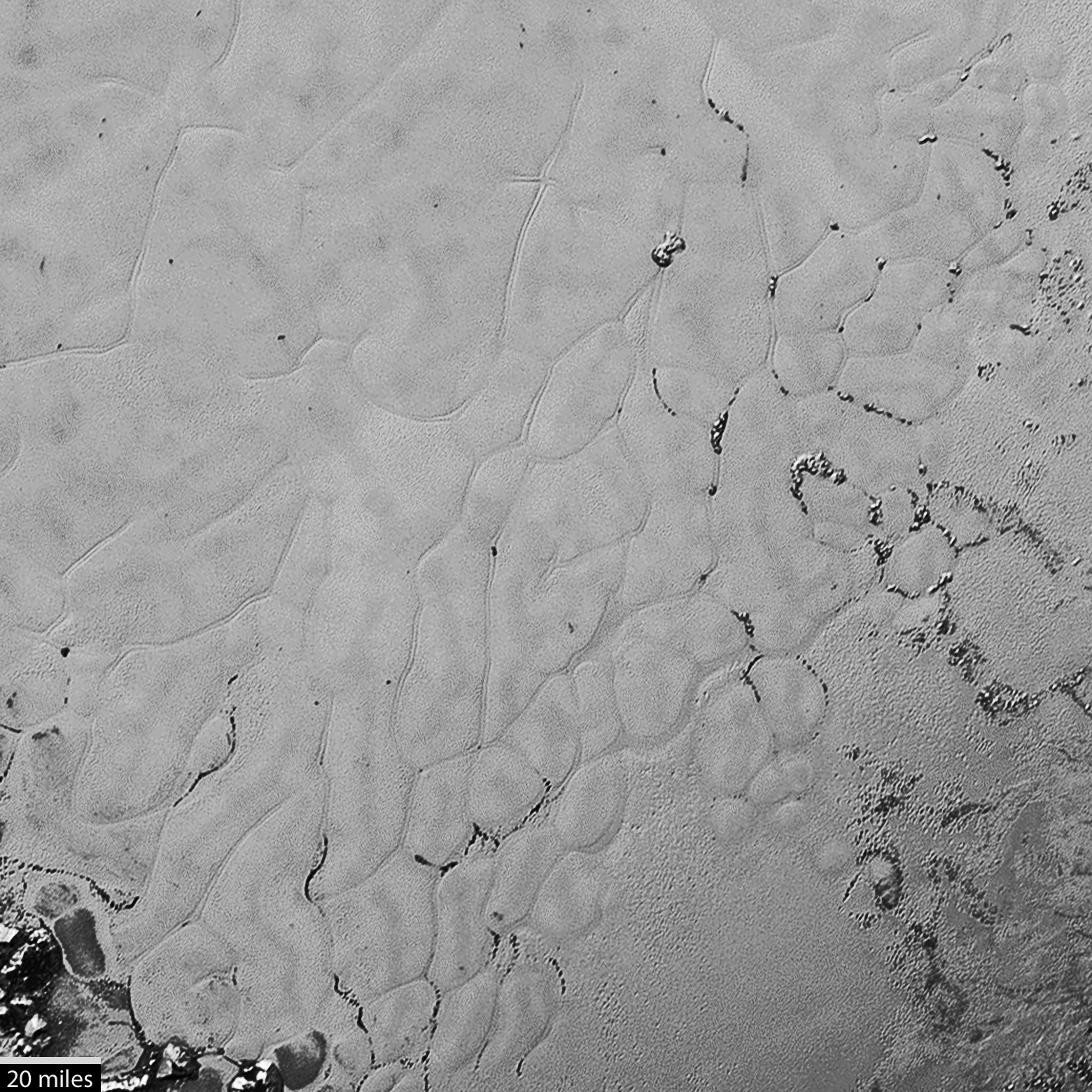
Вичерпний знімок, що показує конвективні осередки в кризі з азоту на рівнині Супутника.
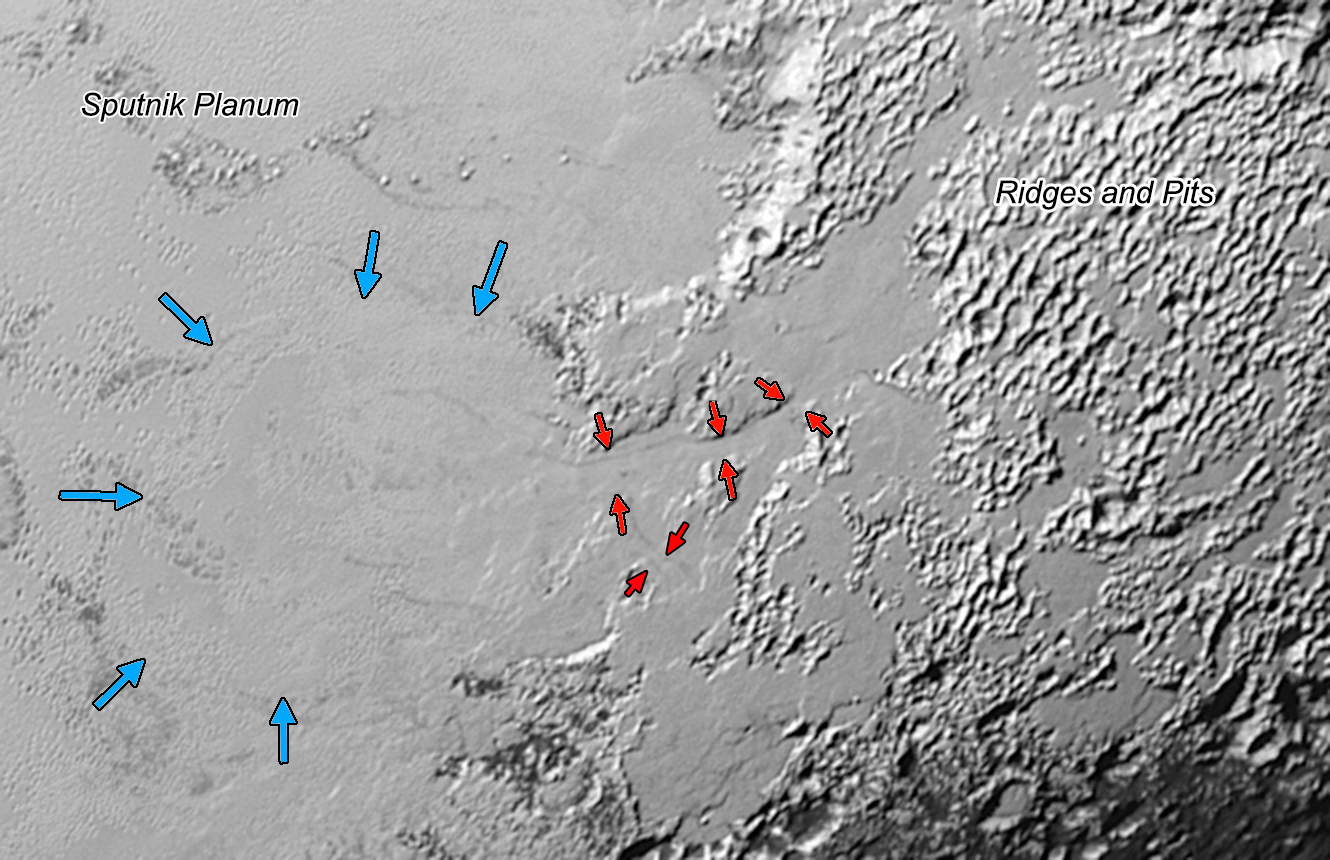
Льодовики зі сходу області Томбо повертають перенесений атмосферою із заходу азот. Червоні стрілки вказують на ширину утворених унаслідок сповзання долин, а сині – на ймовірні краї пливу криги.
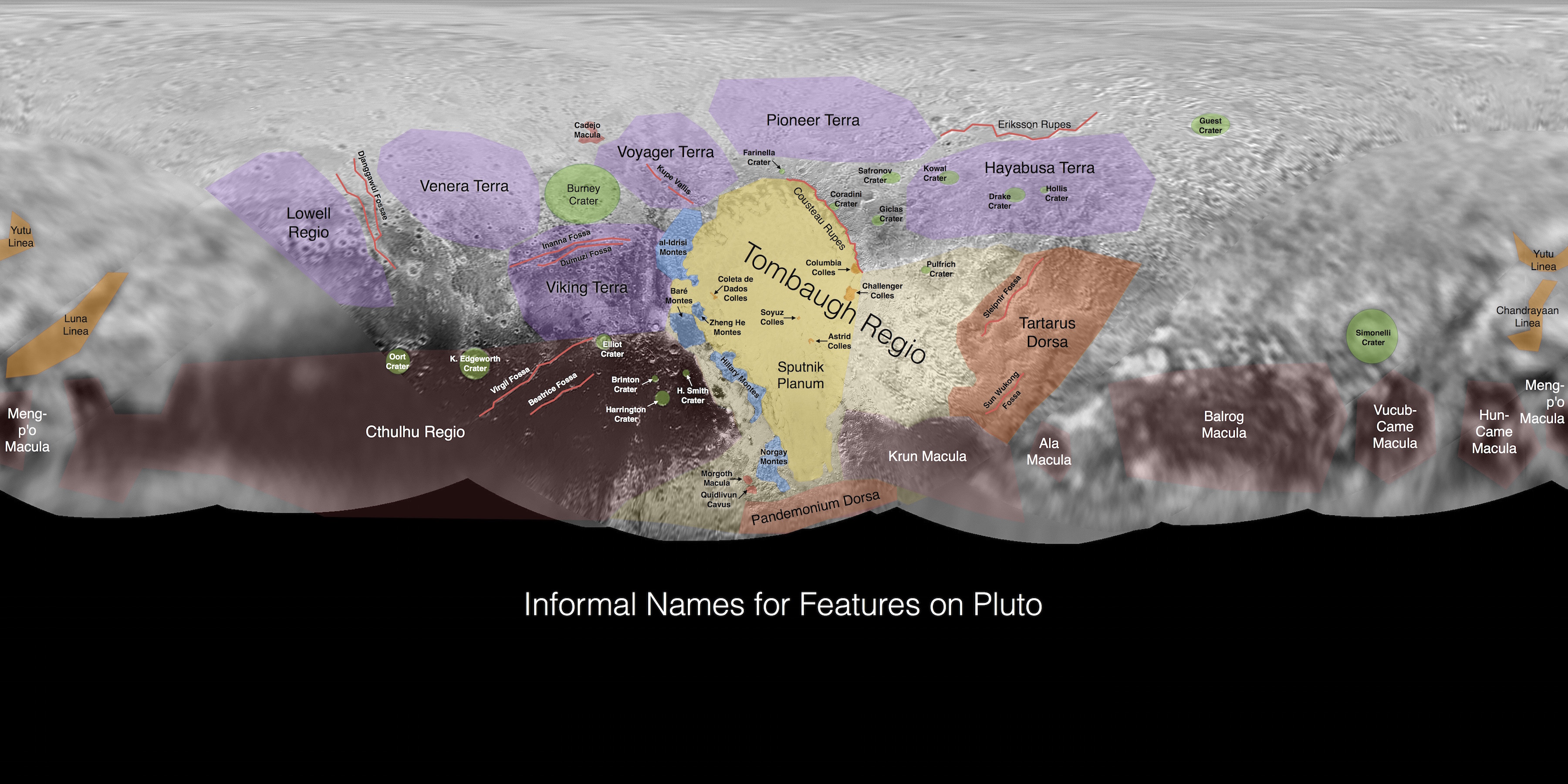
Область Томбо. Ліва половвинка «серця» жовтого кольору.